# Takaki Fukumitsu
Takaki Fukumitsu (福満 隆貴 Fukumitsu Takaki?,  nacido el 22 de febrero de 1992 en Kagoshima, Kagoshima) es un futbolista japonés. Juega de delantero o centrocampista y su equipo actual es el Avispa Fukuoka de la J2 League de Japón.

## Trayectoria

### Clubes
| Club                                     | País  | Año           |
| ---------------------------------------- | ----- | ------------- |
| Kyushu SSC                               | Japón | 2010-2011     |
| Hoyo AC Elan Oita/Hoyo Oita/Verspah Oita | Japón | 2012-2014     |
| Renofa Yamaguchi                         | Japón | 2015-2016     |
| Cerezo Osaka                             | Japón | 2017-Presente |
| Mito HollyHock (cedido)                  | Japón | 2019          |
| Avispa Fukuoka (cedido)                  | Japón | 2020-Presente |

## Estadísticas

### Clubes
Actualizado al 31 de enero de 2018.
| Rendimiento de club | Rendimiento de club                      | Rendimiento de club | Liga     | Liga  | Copa               | Copa               | Copa de la Liga | Copa de la Liga | Total    | Total |
| Año                 | Club                                     | Liga                | Partidos | Goles | Partidos           | Goles              | Partidos        | Goles           | Partidos | Goles |
| Japón               | Japón                                    | Japón               | Liga     | Liga  | Copa del Emperador | Copa del Emperador | Copa J. League  | Copa J. League  | Total    | Total |
| ------------------- | ---------------------------------------- | ------------------- | -------- | ----- | ------------------ | ------------------ | --------------- | --------------- | -------- | ----- |
| 2010                | Kyushu SSC                               | JRL (Kyushu)        | 16       | 7     | –                  | –                  | –               | –               | 16       | 7     |
| 2011                | Kyushu SSC                               | JRL (Kyushu)        | 17       | 14    | –                  | –                  | –               | –               | 17       | 14    |
| 2012                | Hoyo AC Elan Oita/Hoyo Oita/Verspah Oita | JFL                 | 30       | 8     | 2                  | 1                  | –               | –               | 32       | 9     |
| 2013                | Hoyo AC Elan Oita/Hoyo Oita/Verspah Oita | JFL                 | 30       | 5     | 2                  | 1                  | –               | –               | 32       | 6     |
| 2014                | Hoyo AC Elan Oita/Hoyo Oita/Verspah Oita | JFL                 | 25       | 13    | 2                  | 2                  | –               | –               | 27       | 15    |
| 2015                | Renofa Yamaguchi                         | J3 League           | 35       | 19    | 0                  | 0                  | –               | –               | 35       | 19    |
| 2016                | Renofa Yamaguchi                         | J2 League           | 40       | 5     | 0                  | 0                  | –               | –               | 40       | 5     |
| 2017                | Cerezo Osaka                             | J1 League           | 5        | 0     | 6                  | 2                  | 12              | 2               | 40       | 5     |
| Total               | Total                                    | Total               | 198      | 71    | 12                 | 6                  | 12              | 2               | 222      | 79    |

## Palmarés

### Títulos nacionales
| Título             | Club         | País  | Año  |
| ------------------ | ------------ | ----- | ---- |
| Copa J. League     | Cerezo Osaka | Japón | 2017 |
| Copa del Emperador | Cerezo Osaka | Japón | 2017 |
| Supercopa de Japón | Cerezo Osaka | Japón | 2018 |